# クザン問題
数学においてクザン問題(英: Cousin problems)とは、局所的データにより特定される有理型函数の存在についての、多変数複素解析函数における2つの問題のことを言う。これらの問題の特殊な場合は、P. クザン(P. Cousin)により1895年に導入された。これらの問題は現在、任意の複素多様体 M に対して、M の条件として解けている。
どちらの問題も、集合 Ui による M の開被覆と、各 Ui 上で与えられた有理型函数 fi に関する問題である。

## 第一クザン問題
第一クザン問題(the first Cousin problem)、あるいは加法的クザン問題(additive Cousin problem)は、それぞれの函数の差
{\displaystyle f_{i}-f_{j}}
が定義されるところで正則函数であると仮定したとき、M 上の有理型函数 f で Ui 上
{\displaystyle f-f_{i}}
が正則となるものが存在するか、という問題である。言い換えると、f は与えられた局所函数と同じ特異的挙動を持つかという問題である。fi − fj に与えられた条件は、明らかにこのための必要条件であり、従って問題はこれが充分であるか否かを問うている。一変数で M が複素平面内の開部分集合である場合は、これは与えられた極に関するミッタク＝レフラーの定理である。リーマン面の理論は、M について何らかの条件が必要であることを示している。この問題は、シュタイン多様体上では常に解くことができる。
第一クザン問題は、次のように層係数コホモロジーの言葉で理解することができる。K を M 上の有理型函数の層として、O を正則函数の層とする。K の大域切断 ƒ は、商層 K/O の大域切断 φ(ƒ) へ写像される。この逆が第一クザン問題である。つまり K/O の大域切断が与えられたときに、それに写像される K の大域切断が存在するかという問題であり、すなわち写像
{\displaystyle H^{0}(M,\mathbf {K} ){\xrightarrow {\varphi }}H^{0}(M,\mathbf {K} /\mathbf {O} ).}
の像の特徴づけである。ホモロジーの長完全系列により
{\displaystyle H^{0}(M,\mathbf {K} ){\xrightarrow {\varphi }}H^{0}(M,\mathbf {K} /\mathbf {O} )\to H^{1}(M,\mathbf {O} )}
は完全であるので、第一クザン問題は、一次元ホモロジー群 H1(M,O) が 0 となるときは、常に解くことができる。特にカルタンの定理 Bにより、M がシュタイン多様体であれば第一クザン問題は常に解ける。

## 第二クザン問題
第二クザン問題(the second Cousin problem)、もしくは乗法的クザン問題(multiplicative Cousin problem)は、それぞれの函数の比
{\displaystyle f_{i}/f_{j}}
が定義されるところで零点を持たない正則函数であると仮定したとき、M 上の有理型函数 f で Ui 上
{\displaystyle f/f_{i}}
が零点を持たず正則となるものが存在するか、という問題である。第二クザン問題は、与えられた零点を持つ一変数正則函数の存在についてのヴァイエルシュトラスの定理の多次元への一般化となっている。
第二クザン問題を対数により加法的問題へ還元する試みは、一次チャーン類という形で障害へ行き当たる。（指数層系列を参照。）層の言葉で、O∗ を零点を持たない正則函数の層とし、K∗ を 0 函数でない有理型函数の層とする。これらは双方ともアーベル群の層であり、商層 K∗/O∗ もうまく定義できる。すると加法的クザン問題は商写像 φ
{\displaystyle H^{0}(M,\mathbf {K} ^{*}){\xrightarrow {\phi }}H^{0}(M,\mathbf {K} ^{*}/\mathbf {O} ^{*})}
の像の特徴付けと言い換えられる。
この商に付随する層コホモロジーの長完全系列は
{\displaystyle H^{0}(M,\mathbf {K} ^{*}){\xrightarrow {\phi }}H^{0}(M,\mathbf {K} ^{*}/\mathbf {O} ^{*})\to H^{1}(M,\mathbf {O} ^{*})}
であるので、第二クザン問題は H1(M,O∗) = 0 である全ての場合に解くことができる。商層 K∗/O∗ は M 上のカルティエ因子の芽の層に等しい。従って、すべての大域切断が有理型函数により生成されるかという問題は、M 上のすべての直線束が自明束であるか否かを決定することと同値である。
乗法群の層としての O∗ のコホモロジー群 H1(M,O∗) は、対数をとることにより、加法群の層としてのコホモロジー群 H1(M,O) と比較することができる。すなわち、層の完全系列:{\displaystyle 0\to 2\pi i\mathbb {Z} \to \mathbf {O} {\xrightarrow {\exp }}\mathbf {O} ^{*}\to 0}
が存在する。ここで最も左の層は、ファイバー {\displaystyle 2\pi i\mathbb {Z} } をもつ局所定数層である。H1 の中で対数を定義するための障害は、コホモロジーの長完全系列
{\displaystyle H^{1}(M,\mathbf {O} )\to H^{1}(M,\mathbf {O} ^{*})\to 2\pi iH^{2}(M,\mathbb {Z} )\to H^{2}(M,\mathbf {O} )}
により、{\displaystyle H^{2}(M,\mathbb {Z} )} の中にあると言える。M がシュタイン多様体のとき {\displaystyle q>0} に対してHq(M,O) = 0 であるので、中央の射は同型射となる。従ってこの場合、第二クザン問題が常に解けるための必要充分条件は{\displaystyle H^{2}(M,\mathbb {Z} )=0} である。